# Slag bij Aegospotami
De Slag bij Aegospotami was een beslissende zeeslag in de buurt van het stadje Aegospotamos op de Thracische Chersonesos tegenover Percote in de herfst van 405 v.Chr., waarbij de laatste Atheense vloot door de Spartaanse admiraal Lysander werd genomen en die aldus het einde van de Peloponnesische Oorlog inluidde.